# フィリップ・ドゥクフレ

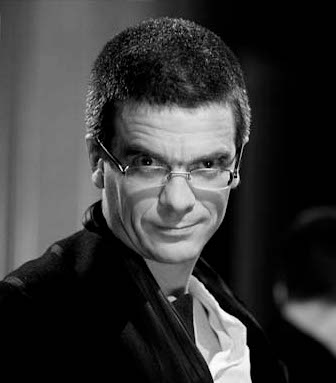
フィリップ・ドゥクフレ (2006年).

フィリップ・ドゥクフレ（Philippe Decouflé、1961年10月22日-）はフランスのダンサー、振付家（コレオグラファー）、演出家。ヌーボーシルク（現代サーカス）やコンテンポラリー・ダンス、パントマイムなどを基礎としたダンスや舞台芸術、パフォーマンスを創作している。1961年パリ生まれ。
サーカス学校でサーカス（シルク）の理論や実践を学び、パントマイム学校でマルセル・マルソーからパントマイムを学ぶ。その後ダンスに目覚め、アンジェの国立コンテンポラリー・ダンス・センター（国立フランス現代バレエ団 (CNDC)）でアメリカ人振付家アルウィン・ニコライ（Alwin Nikolais）に師事し、ニューヨークのマース・カニンガム（Merce Cunningham）のダンスカンパニーなどで活躍した。フランスに戻り、彼は1983年、自分のダンスカンパニー「DCA」（Diversité, Camaraderie, Agilité）を結成した。
1987年に彼が監督・振付をしたニュー・オーダーの「True Faith」のミュージック・ビデオは、1988年ブリット・アワードの「ベスト・ミュージック・ビデオ」賞を受賞。またポラロイド社のCMは1989年ヴェネツィア国際映画祭で銀獅子賞を受賞した。
1989年、パリでフランス革命200周年を記念したイベントを指揮、1992年のアルベールビルオリンピックでは開会式・閉会式の演出担当となり、衣装デザイナー・造形美術家のフィリップ・ギヨテル（Philippe Guillotel）と組み、サーカスとダンスを融合させた幻想的な演出で知られるようになる。
以後、CMや映画、ミュージカル、セレモニー（カンヌ国際映画祭セレモニーや、2006年ワールドカップの開会式など）の演出のほか、自身の演出するダンス・パフォーマンスを世界各国で公演している。

## 主な作品
- コーデックス（Codex）　1986年
- デコーデックス（Decodex）　1990年
- トリトン（Triton）　1990年
- DORA〜100万回生きたねこ　1996年、主演、沢田研二の舞台の演出・振付[1])
- シャザム!（SHAZAM!）　1997年
- イリス（Iris）　2004年
- ミュージカル わたしは真悟　2016年